# Bodzew
Bodzew (prononciation : [ˈbɔd͡zɛf]) est un village polonais de la gmina de Belsk Duży dans le powiat de Grójec de la voïvodie de Mazovie dans le centre-est de la Pologne.
Il se situe à environ 2 kilomètres au sud de Belsk Duży (siège de la gmina), 7 kilomètres au sud-ouest de Grójec (siège du powiat) et à 47 kilomètres au sud de Varsovie (capitale de la Pologne).

## Histoire
De 1975 à 1998, le village appartenait administrativement à la voïvodie de Radom.